# Flóra Jenő
Flóra Jenő (Kolozsvár, 1914. március 1. – Kolozsvár, 1982. október 22./1982. október 28.) romániai magyar színész.

## Életpályája
A pályát Aradon kezdte mint sztepptáncos, majd vándortársulatokkal lépett fel bonviván szerepkörben. 1937-től Kolozsváron a Thália Színház, a Nemzeti Színház, majd a Kolozsvári Állami Magyar Színház jellemszínészeként tevékenykedett. 1968-ban nyugdíjba vonult.
Különböző operettekben bonviván szerepeket játszott, majd hős- és karakterfigurák jöttek, amelyek nagy elmélyülést és változatos színészi eszköztárat igényeltek. A gyötrődő, erkölcsi dilemmákkal küszködő hősöket elevenítette meg sokszínűen, de hatásosan kezelte a szatirikus jellemábrázolás eszközeit is.

## Családja
Felesége, Finna Márta (1914–2005) színművész volt. Lánya, Makkai-Flóra Ágnes (1952-) író.

## Színházi szerepei
- Heijermans: Remény – Bárend
- William Shakespeare: Romeo és Julia – Mercutio
- Tolsztoj-Piscator: Háború és béke – Pierre Bezuhov
- Rostand: Cyrano de Bergerac – Cyrano de Bergerac
- William Shakespeare: Othello – Jago
- William Shakespeare: Hamlet – Mercutio
- Katona József: Bánk bán – Biberách
- Madách Imre: Az ember tragédiája – Lucifer
- Hašek–Burian: Švejk – Lukas főhadnagy
- Schiller: Ármány és szerelem – Miller

## Filmjei
- Kenyér és cigaretta (1975)